# Country house
Country house es una tipología de palacio británico, la correspondiente a la aristocracia en un entorno rural. Su traducción literal al castellano como "casa de campo" es inexacta, ya que no se trata de una vivienda secundaria o vacacional, sino de la residencia principal de una familia importante, por lo general perteneciente a la nobleza. Hasta principios del siglo XX, los nobles europeos (y en especial los británicos) rehusaban residir de manera habitual en núcleos urbanos, entonces insalubres y masificados, por lo cual residían la mayor parte del año en sus mansiones rurales, y siguiendo un calendario anual acudían de vez en cuando a sus casas en la capital (llamadas en francés petit hôtel). La country house más bien puede asociarse al concepto Italiano de Villa, el gallego de pazo o al concepto francés de chateau. 
En el ámbito de las country houses son especialmente destacables las propiedades construidas por la nobleza inglesa en la campiña de Gran Bretaña, durante el período de desarrollo y crecimiento del imperio británico (siglos XVIII y XIX). Estas casas son también denominadas estately home: son mansiones solariegas, vinculadas a un título hereditario y que generalmente se preservaban para su transmisión de padres a hijos. 

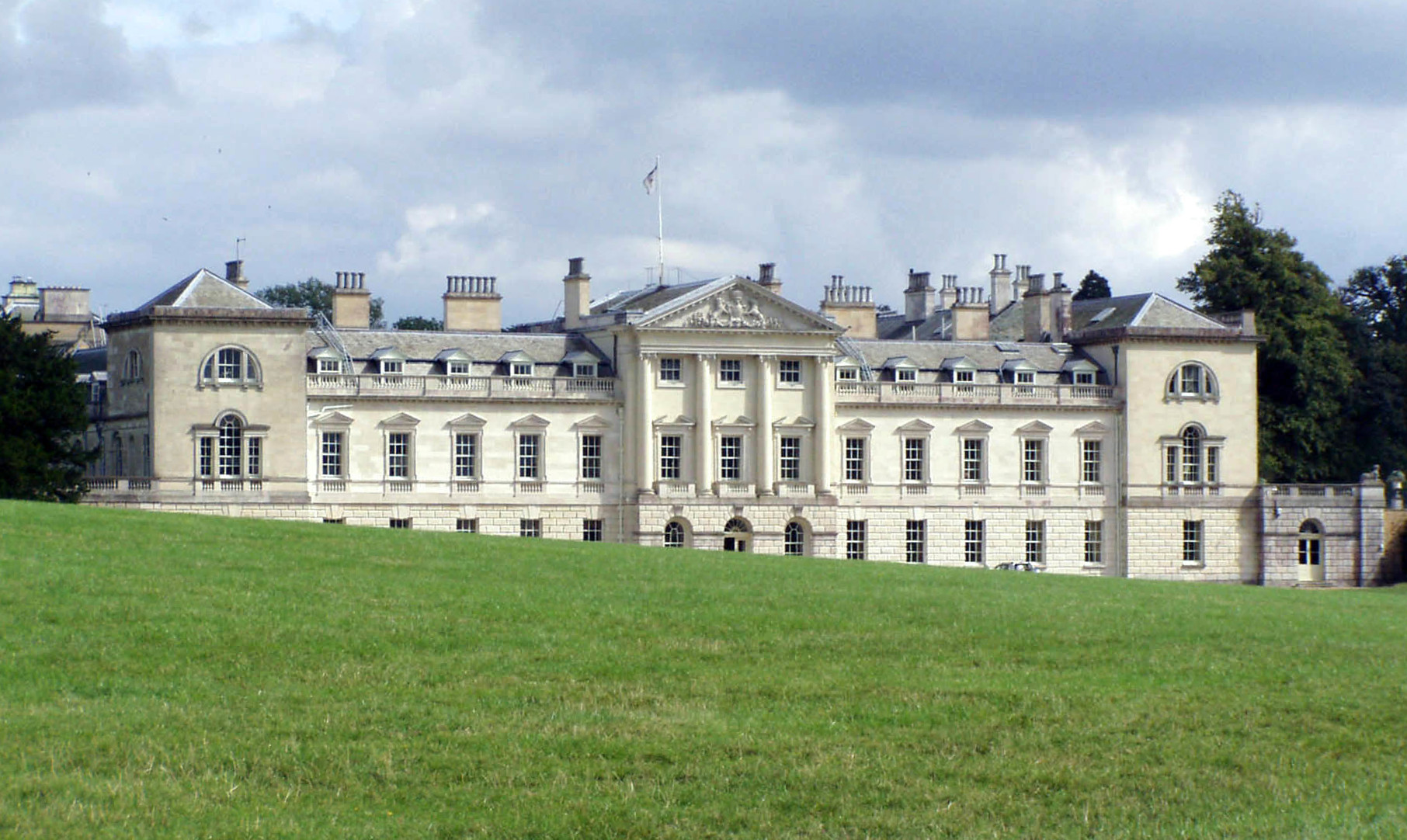
Woburn Abbey, Bedfordshire; mansión de tipo country house propiedad del Duque de Bedford.

La country house es la culminación de una evolución que comenzó con los castillos medievales, se continuó en la mansión fortificada y derivó hacia un tipo de vivienda más amable, con ventanas más amplias y un mayor énfasis de su aspecto exterior. Generalmente estas mansiones modernas se inspiraban en estilos clásicos, de la antigua Roma, y más directamente de las villas palladianas del siglo XVI.
En sus comienzos las country houses eran la residencia de un propietario latifundista que obtenía sus ingresos a partir de explotaciones agrícolas y/o arrendamientos en sus terrenos. Por lo común, estos terratenientes contaban con títulos de la nobleza y eran próximos a la monarquía. 
En el antiguo régimen las familias de la nobleza británica dedicaban no poco de su tiempo a la vida social, la cual requería cultivar una imagen pública y relaciones de alto nivel mediante lujosas fiestas, cacerías y demás diversiones para las cuales las mansiones debían contar con numerosos empleados e infraestructura apropiada: múltiples salones, jardines, caballerizas... El énfasis dado al protocolo y a la ostentación era tal, que los palacios de la alta aristocracia eran sometidos a carísimas reformas en previsión de una visita de la Familia Real que no siempre se hacía realidad. 
Para poder solventar los costos de construir y mantener una country house amplia y con la sofisticación que requería la pertenencia a la aristocracia, era menester que la actividad económica del campo tuviera un volumen mínimo. Típicamente la propiedad debía contar con una superficie de por lo menos 4 km². Dado que la riqueza de los propietarios podía fluctuar entre el valor mínimo y unas cien veces el mínimo es que este hecho se refleja en el tamaño, comodidades y sofisticación de las casa de campo construidas.
El declive de las country houses británicas a finales del siglo XIX se produjo en paralelo al de su principal fuente de ingresos, las explotaciones agrarias, mayormente por dos razones: el advenimiento de la revolución industrial atrajo mucha mano de obra a las ciudades, despoblando aldeas y granjas; y una grave crisis afectó al sector agrario a partir de la década de 1870, debido a la competencia de cereales y demás productos importados del extranjero. Muchas mansiones fueron abandonadas y demolidas, reaprovechándose sus enseres y materiales para otros domicilios, y las restantes tuvieron que adaptarse a un nuevo contexto económico y social. 
Otras actividades comerciales en el siglo XX, como las inversiones en bolsa y bienes inmobiliarios, fueron restando protagonismo a la actividad agrícola como condición necesaria para poseer una casa de campo; y con ello, el requerimiento sobre el tamaño de tierra necesario para mantener una propiedad. Pero los reveses económicos, y el cambio de los usos sociales, han ido dificultando el sostenimiento de mansiones tan grandes, que generan gastos anuales muy elevados. En el Reino Unido, muchas de las country houses se han ido desprendiendo de sus bienes más preciados, como obras de arte, y/o han recurrido a enfoques más modernos, explotando sus atractivos en el turismo y el alquiler de espacios. 

## Desde sus inicios hasta elsigloXX

### Medieval

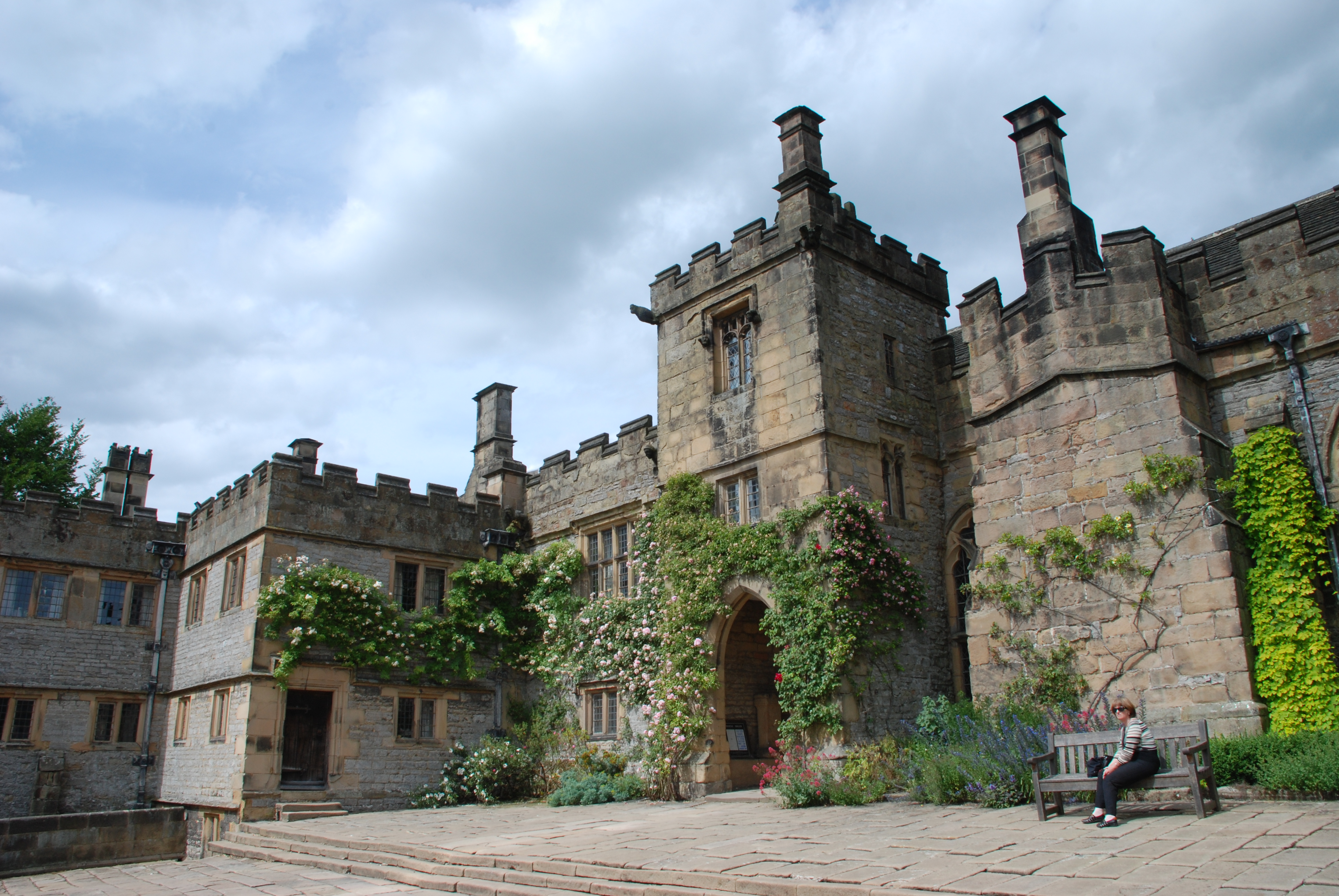
Haddon_Hall, Derbyshire; mansión de tipo country house, una de las residencias del Duque de Rutland.

Durante este período, las llamadas country houses o casas rurales solían ser relativamente simples y funcionales, construidas con materiales locales como madera, piedra y adobe. Al tratarse de un período largo comprendido entre los siglos V y XV, estas casas fueron variando en cuanto a su disposición del espacio. En un principio estaban caracterizadas por tener grandes salas principales dedicadas a la vida doméstica (como comer, brindar fiestas o reuniones) y espacios de almacenamiento o bodegas para, sobre todas las cosas, armas y alimentos para que perduraran durante el invierno. Poseían elementos defensivos para protegerse de posibles invasiones o saqueos típicos de la época. Luego, comenzaron a distribuir más específicamente los espacios como los dormitorios y servicios de aseo, bastante rudimentarios en aquel momento, colocados de manera alejada de todo el resto de la casa.  

### Tudor e Isabelina

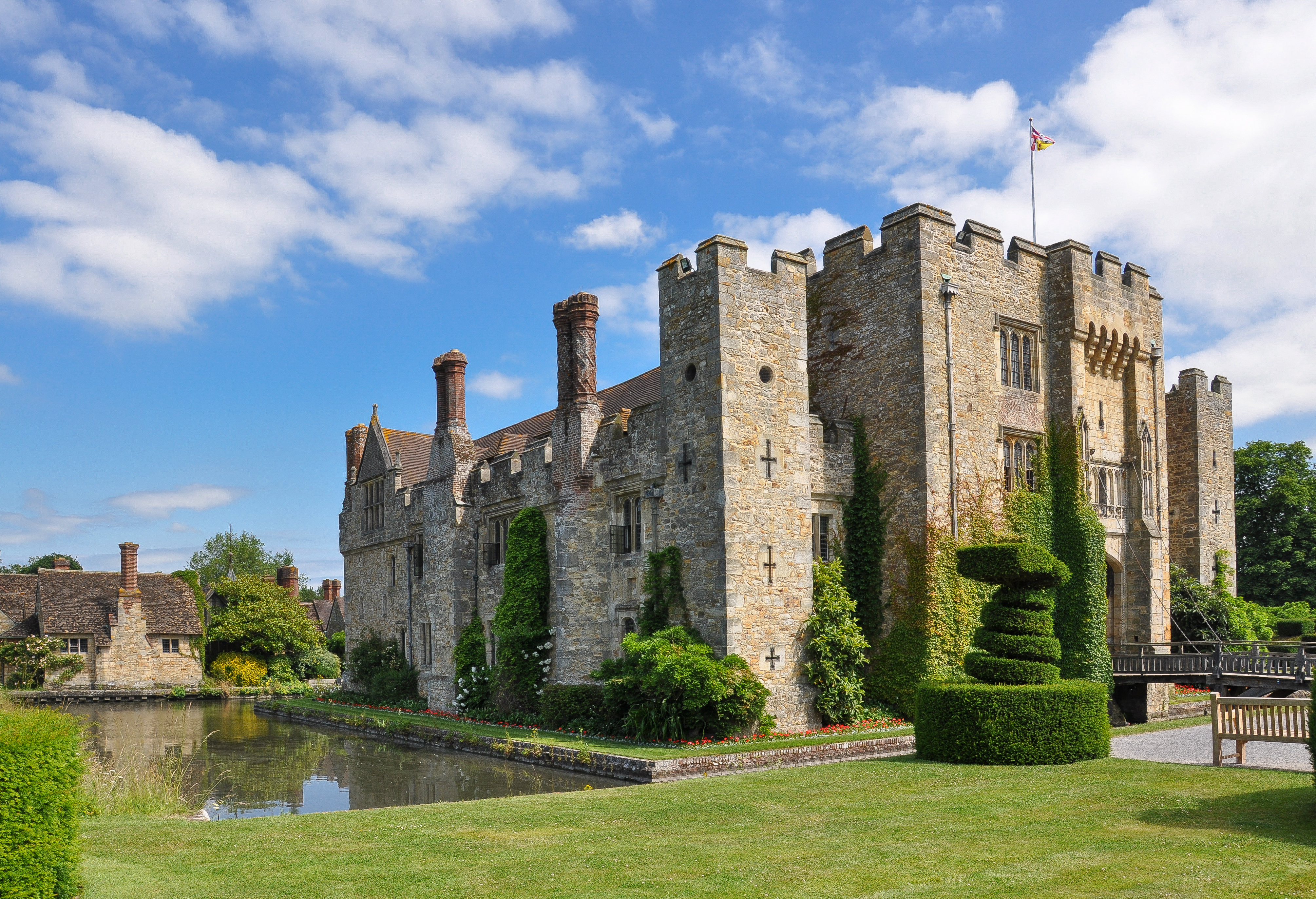
El castillo de Hever, ubicado en el pueblo de Hever, Kent, cerca de Edenbridge, fue la sede de la familia Bolena.

El crecimiento de la riqueza y el estatus social de la clase alta impulsa masivamente la construcción de las country houses. Es entonces donde, en el período del Renacimiento, el término "arquitectura" comienza, trayendo consigo órdenes arquitectónicos como lo son el jónico, dórico y corintio. El sistema de distribución empieza a no ser solo más ordenado, si no a también entender estas casas rurales no solo como un espacio donde habitar, si no también como una expresión de moda y ostentación. A su vez, claramente, los sistemas estructurales cambian y la elección de materiales es más abarcatiba, apareciendo con mayor uso, por ejemplo, el yeso y el ladrillo. Las fachadas y las plantas de las casas son ahora más elaboradas, proporcionadas y simétricas. 

### Período Estuardo
En el siglo XVII, las country houses aumentaron en cuanto a ostentación y tamaño. La exhibición de tu riqueza a través de las casas rurales era de suma importancia para la época y aquellos que no podían "mantenerse al día" para demostrarlo podían arruinarse. Adquirieron un mayor número de espacios definidos, cada uno dedicado a un uso específico. Las habitaciones de este tipo implicaban que solo ciertos individuos tendrían acceso a ellas. La privacidad desempeñaba un papel particular en la época, sobre todo a nivel religioso y espiritual. La lectura era otra actividad privada y en estos años comenzó a surgir una sala para ello: la biblioteca. En planta, solían tener un diseño en forma de "H" o "E", con alas laterales y una gran sala central. Este diseño proporcionaba una organización funcional y permitía una separación entre las áreas de servicio y las zonas privadas. Y en términos sociales, servían como centros para la vida social y política, con salones para banquetes, eventos y entretenimiento.

### Revolución inglesa
En 1642, Carlos I levantó su estandarte en Nottingham y se desató la guerra civil inglesa. Esta guerra dividió a la nación entre Cavaliers y Roundheads, y trajo una terrible destrucción a las country houses. Consigo, una nueva manera de distribución de ellas, como por ejemplo, la prominencia dada a la escalera como lo primero que un visitante veía al entrar a la casa. También, la adición de los llamados pórticos, que no fueron muy comunes hasta esta época, dado por un conjunto de columnas ordenadas simétricamente. Anteriormente, las casas de campo tenían ventanas abatibles que se abrían hacia afuera. Sin embargo, Carlos parece haber hecho una contribución importante a la arquitectura, ya que la primera ventana de guillotina existente está en la Casa del Rey que se construyó para él en Newmarket; se cree que fue instalada en 1671. Después de la Casa del Rey, las guillotinas fueron adoptadas por propietarios de casas de campo. La apariencia de las casas de campo tudorenses, isabelinas y estuartinas se alteraron significativamente cuando sus ventanas abatibles fueron reemplazadas por ventanas de guillotina en el período georgiano. 

### Período Georgiano

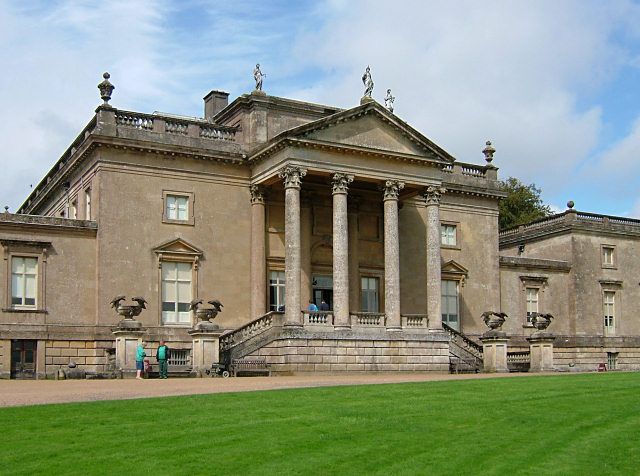
Stourhead House, condado de Wiltshire, Inglaterra. mansión de estilo paladiano.

La traducciones de los volúmenes de Andrea Palladio al inglés promovieron una arquitectura más consistente. Las primeras casas georgianas solían estar inspiradas en este estilo Palladiano, que enfatizaba la simetría y la proporción clásica, con influencias del Renacimiento italiano. Estas casas eran rectangulares, con fachadas simétricas y tejados a dos aguas. Con el tiempo, el estilo neoclásico se hizo más popular, incorporando elementos del diseño griego y romano. Las casas se volvieron más elaboradas, con fachadas de columnas corintias o jónicas, y la introducción de elementos como las cúpulas y los pórticos. Los diseños de las ventanas evolucionaron desde el estilo de guillotina hasta el estilo de cristal dividido en paneles. Las casas de campo tenían áreas separadas para los miembros de la familia y el personal. Las habitaciones privadas de los propietarios estaban bien decoradas y amuebladas, mientras que las áreas de servicio eran funcionales y menos ornamentadas. Los jardines paisajísticos se hicieron populares, ya que a la hora de diseñar nuevos estilos, éstos eran de gran ayuda para llevarlos a cabo sin la necesidad de hacer el gasto enorme que requerían las country houses. Además, muchas casas incluían invernaderos y huertos para cultivar frutas, verduras y flores.

### Período Regencia

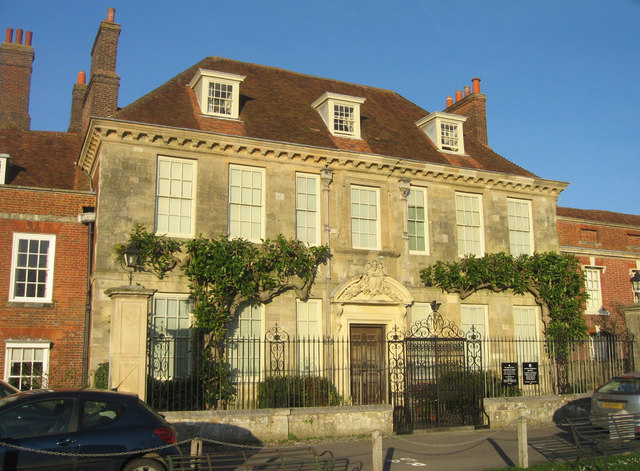
Mompesson House, ubicada en Salisbury, Wiltshire, Inglaterra.

Raramente un monarca ha dado un ejemplo tan fuerte, aunque financieramente ruinoso, en cuestiones de gusto arquitectónico como lo hizo Jorge III. La casa de campo de la Regencia era extravagante, glamorosa, exótica y dramática. Buscaba deleitar pero también emocionar. Los arquitectos descubrieron la capacidad de cambiar el estado de ánimo a través de la iluminación. La luz entraba en las habitaciones a través de vidrios de colores o, en las galerías de arte, desde arriba. En medio del exceso también podemos ver cómo comenzaba a emerger la idea moderna de la casa de campo. Los extranjeros se sorprendían por la informalidad de las casas de campo de la Regencia, amuebladas con sillas y chaise longues en las que ya no se esperaba o incluso era posible sentarse erguido; algunas sillas podían ajustarse mecánicamente para relajarse o leer. Alcanzadas por largos caminos de entrada, diseñados para mostrar los encantos del campo y del parque circundantes, las casas de campo formaban más que nunca su propio mundo, fuera del ojo público. Para algunos, ofrecían una vida con menos artificios, con significado de "retiro". Para los hombres, podía ser causado por la pérdida de poder; para las mujeres, generalmente porque buscaban simplicidad. 

### Era Victoriana

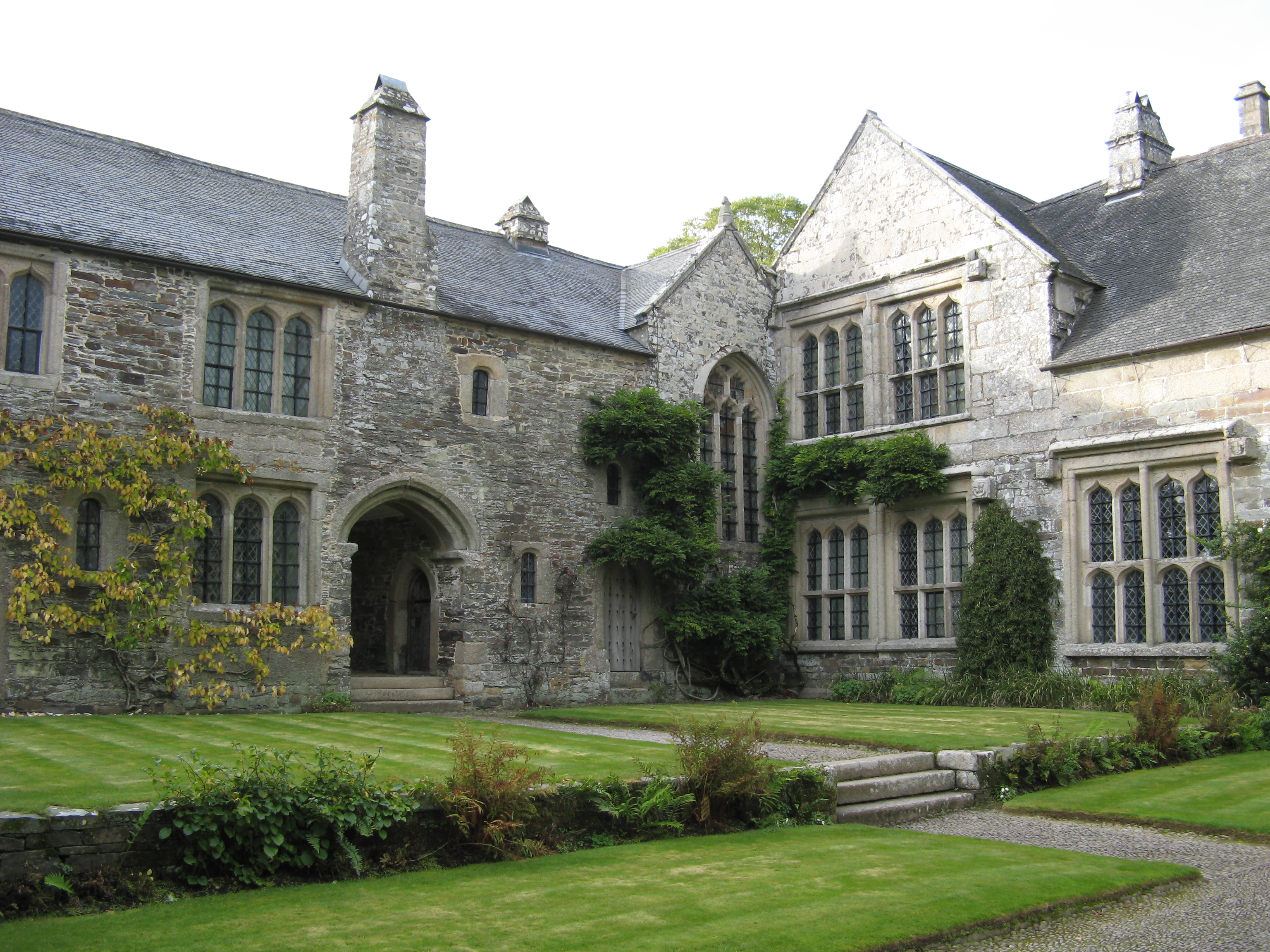
Cotehele House, ubicada en Calstock, Cornualles, Inglaterra.

El año en que la Reina Victoria ascendió al trono, 1837, vio la apertura de la primera terminal ferroviaria en Londres, marcada por el espléndido Arco de Euston. Los ferrocarriles transformarían la forma en que Gran Bretaña y la casa de campo vivían, pues les permitió a las familias acomodadas viajar con mayor facilidad entre Londres y sus residencias en el campo, lo que influyó en la frecuencia y el estilo de vida en estas casas. La reina guio a la nación en un cambio de estado de ánimo, que se refleja en sus casas de campo, al tratarse éstas de diferentes estilos;  el estilo gótico, el renacimiento italiano y el escocés eran populares. Estas casas reflejaban el gusto por la nostalgia medieval y la combinación de elementos románticos y tradicionales. Durante la época victoriana, las casas de campo incorporaron tecnologías modernas como el gas para iluminación y, más tarde, la electricidad. La calefacción central se convirtió en una adición valiosa.

### Cambio de siglo
Los años 1890 a 1914 fueron una época importante para las country houses. La electricidad se convirtió en la norma para las nuevas casas de campo, planteando un dilema para los arquitectos que debían encontrar una manera de tratar la nueva fuente de luz. Las casas tan gigantes ya no eran tan populares. La pequeña casa de campo era progresista. Mientras que la casa de campo victoriana tenía una habitación para cada propósito, la casa de campo de principios de siglo regresó a un patrón más antiguo; era más económica, más acogedora y se adaptaba a los modales menos rígidos de la época, permitiendo que un espacio cumpliera varias funciones. Esto dio lugar al salón de estar, aquel parecido al que conocemos hoy.